# El fénix en la espada
El fénix en la espada (titulado originalmente en inglés The Phoenix on the Sword) es un relato de espada y brujería que el escritor estadounidense Robert E. Howard escribió en febrero de 1932. Publicado por primera vez por la revista pulp Weird Tales en diciembre de ese mismo año, fue el relato de Howard con el que por primera vez la revista Weird Tales presentaba al público el hoy en día célebre personaje de ficción Conan el Bárbaro.

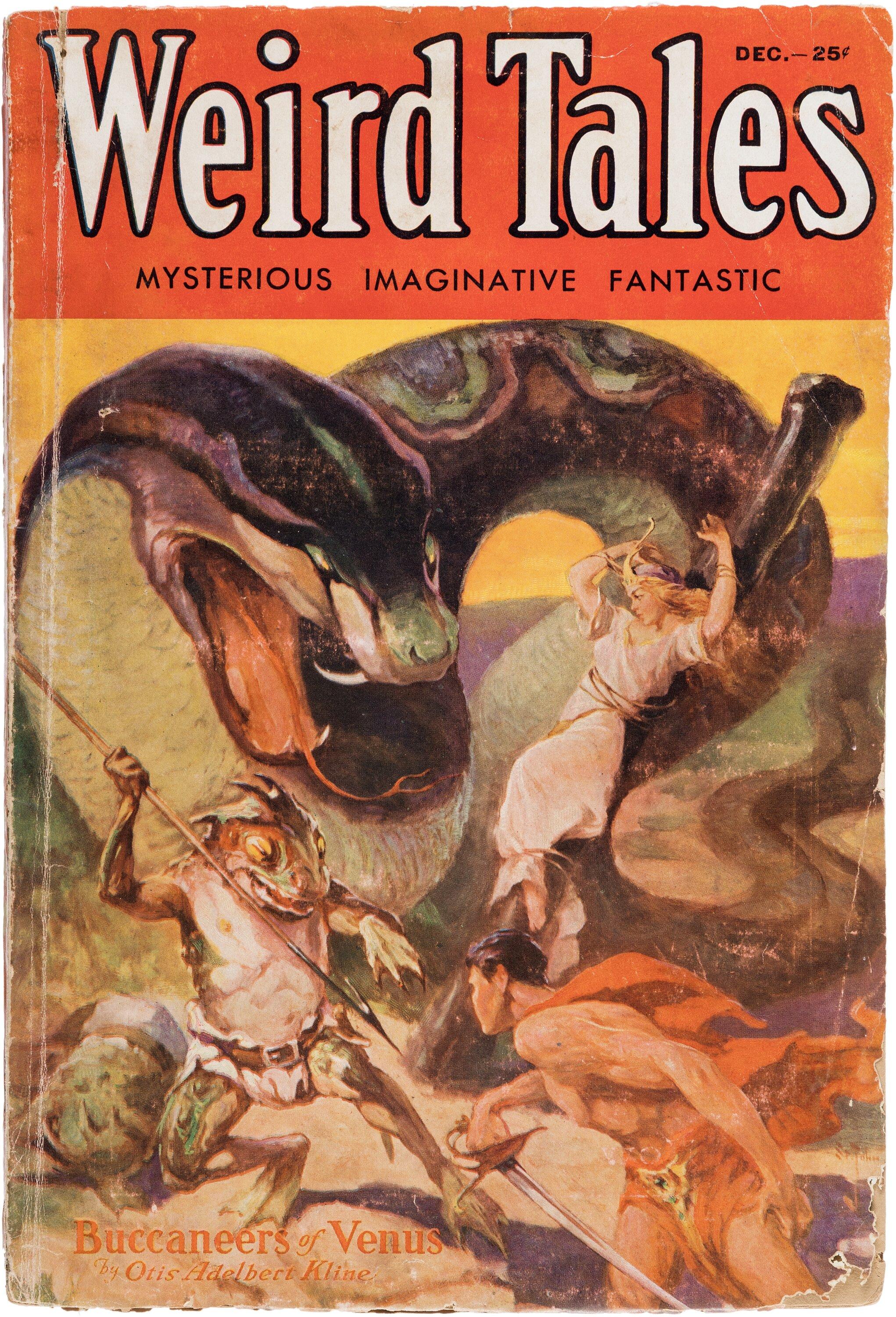
Portada de Weird Tales de diciembre de 1932

## Trama
La historia comienza con un Conan de edad madura, gobernando ya el reino de Aquilonia después de que lograra matar en su trono al tirano Numedides, aun cuando prefiere utilizar su espada en combate que encargarse de aburridos asuntos administrativos. Aunque aclamado en principio por haber logrado liberar al pueblo de Numedides, pronto la población se vuelve contra Conan por ser extranjero y una estatua del rey es colocada en el templo del dios Mitra y se le rinde culto. 
Decididos a conspirar contra Conan para entregarle la corona a alguien de sangre aquilonia, se forma un grupo llamado «Los Cuatro Rebeldes», conformado por Volmana, el enano conde de Karaban; Gromel, el gigantesco comandante de la Legión Negra; Dion, el gordo barón de Attalus; y Rinaldo, el juglar disparatado. Los cuatro reclutan al forajido sureño Ascalante, quien secretamente quiere el trono para sí mismo. Ascalante tiene un significativo esclavo estigio, el mago caído Thoth-Amón quien tiempo atrás perdió su anillo mágico, fuente de su poder, que le fue robado por un ladrón y que ahora es perseguido por el resto de los magos estigios que quieren acabar con él. 
Conan desconoce la conspiración en su contra, pero es asistido por el espíritu del mago Epemitreus, muerto hace mucho tiempo, quien coloca en su espada el símbolo del fénix del dios Mitra volviéndolo invencible. Al mismo tiempo, Thoth-Amón recupera su anillo, que estaba en poder de Dion y que este no sabía lo que era. Tras matar al barón, invoca un demonio en forma de babuino alado al que encarga matar a Ascalante y a todos los que se encuentren con él. Los Cuatro Rebeldes y veinte esbirros irrumpen en la cámara del rey, pero encuentran a Conan despierto y vistiéndose para el combate. En la salvaje y sangrienta lucha que sigue, Conan elimina a Gromel, a Volmana y, a su pesar, a Rinaldo, que le hiere. Rodeado y sangrando por múltiples heridas, el rey se prepara para morir matando cuando aparece el demonio y empieza a matar a diestro y siniestro hasta llegar a Ascalante a quien roba el alma antes de matarlo. Luego intenta matar a Conan sin lograrlo, ya que la espada de este es mágica y con ella elimina al demonio.